# Quel momento/Dove è lui
Quel momento/Dove è lui è un 45 giri della cantante italiana Iva Zanicchi, pubblicato nel 1967.

## Tracce
Lato A
- Quel momento - (Mogol - Colonnello)

Lato B
- Dove è lui - (Mennillo - Roncarati)